# الهمامية
قرية الهمامية هي إحدى القرى التابعة لمركز البداري في محافظة أسيوط في جمهورية مصر العربية. حسب إحصاءات سنة 2006، بلغ إجمالي السكان في الهمامية 8952 نسمة، منهم 4372 رجل و4580 امرأة. من أبناءها عصمت سيف الدولة.